# アンディ・ラム
アンディ・ラム（ヘブライ語：אנדי רם、Andy Ram、1980年4月10日 - ）は、イスラエルの男子プロテニス選手。ウルグアイの首都モンテビデオに生まれる。
ダブルスのスペシャリストとしてよく知られ、2008年全豪オープン男子ダブルスで同じイスラエルのジョナサン・エルリックとペアを組んで優勝した。混合ダブルスでも2006年ウィンブルドン選手権と2007年全仏オープンで優勝があり、当地のテニス選手として最初の4大大会優勝者になった選手である。彼は普段からシングルスにはほとんど出場せず、エルリックとのダブルスのみに活動を絞っていた。ATPツアーでシングルスの優勝はないが、ダブルスで2008年全豪オープンを含む19勝を挙げた。自己最高ランキングはシングルス187位、ダブルス5位。身長180cm、体重83kg、右利き。

## 来歴
ウルグアイのモンテビデオに生まれる。ユダヤ系である。5歳からテニスを始め、1998年にプロ入り。2000年から男子テニス国別対抗戦デビスカップイスラエル代表選手になり、2001年後半からダブルスでジョナサン・エルリックとペアを組み始めた。2002年は背中や膝などの故障で、年間4大会しか出場できなかったが、2003年からラムとエルリックのペアは男子ツアーのダブルスで活躍が増え始める。2人はこの年に年間3勝を挙げ、ウィンブルドン選手権男子ダブルスでヨナス・ビョルクマン/トッド・ウッドブリッジ組との準決勝に進んだ。2人は2004年アテネ五輪の男子ダブルスにもイスラエル代表選手として出場し、ドイツのニコラス・キーファー/ライナー・シュットラー組との準々決勝まで進出した。その後2005年全米オープン男子ダブルスでベスト8進出がある。
2006年、ラムはエルリックとのダブルスで年間4勝を挙げ、ウィンブルドン選手権の混合ダブルスでベラ・ズボナレワと組んで初優勝を飾った。ラムとズボナレワは、初めての決勝戦でボブ・ブライアン/ビーナス・ウィリアムズ組を6-3, 6-2で破り、ラムはイスラエル国籍のテニス選手として最初の4大大会優勝者に輝いた。同年11月、ラムとエルリックは世界ランキング上位8組のみに出場資格が与えられるテニス・マスターズ・カップのダブルスにも初出場を果たす。
2007年全仏オープン混合ダブルスでラムはでナタリー・ドシーと組み、決勝でネナド・ジモニッチ/カタリナ・スレボトニク組を7-5, 6-3で破って優勝した。こうして、ラムは2つ目の4大大会混合ダブルスタイトルを獲得した。2007年8月、ラムはエルリックとともに「ユダヤ人スポーツ財団」を設立した。9月20日-23日にデビスカップ2007ワールドグループ・プレーオフが行われ、イスラエルはチリを3勝2敗で破り、世界最上位16ヶ国からなるワールドグループ昇格を決めた。デビスカップでは、イスラエルはヨーロッパ・アフリカゾーンに振り分けられ、ワールドグループ進出は1994年以来となる。
2008年全豪オープン男子ダブルスで、ラムとエルリックは第8シードから決勝進出し、のアルノー・クレマン/ミカエル・ロドラ組を7-5, 7-6のストレートで破って初優勝した。全豪オープン終了後、2月8日-10日に行われたデビスカップ2008・ワールドグループ1回戦で、イスラエルはスウェーデンと対戦した。ラムとエルリックは第3試合のダブルス戦に勝ったが、2勝2敗で迎えた最終第5試合のシングルス戦でイスラエル代表のハレル・レビがスウェーデン代表のヨナス・ビョルクマンに敗れたため、イスラエルはスウェーデンに2勝3敗で敗れた。9月のワールドグループ・プレーオフではペルーに4勝1敗で勝ち、ワールドグループ残留を決めた。北京五輪で2度目のオリンピックに出場したが1回戦でフランスのアルノー・クレマン/ミカエル・ロドラ組に4-6, 4-6で敗れた。
デビスカップ2009ではイスラエルは1回戦でスウェーデンを破り、準々決勝ではロシアに4勝1敗で勝利し史上初のベスト4に進出している。エルリックが右肘の手術を受けてツアーから離脱したためラムはマックス・ミルヌイとペアを組み、最終戦のATPワールドツアー・ファイナルで準優勝している。
2012年7月のロンドン五輪で3度目のオリンピックに出場した。2回戦では前回金メダルを獲得したスイスのロジャー・フェデラー/スタニスラス・ワウリンカ組に1-6, 7-6(5), 6-3で勝利しベスト8に進出した。準々決勝ではアメリカのブライアン兄弟に6-7(4), 6-7(10)で敗れた。9月のデビスカップ2012ワールドグループのプレーオフでは日本と対戦しイスラエルは3勝2敗で勝利し3年ぶりのワールドグループ復帰を果たした。
ラムは普段からシングルスにはほとんど出場せず、4大大会の男子シングルスは2004年ウィンブルドン選手権の1度しか出場歴がない。その1回戦では、アンドレイ・パベルに敗れている。ATPツアーでのシングルス通算成績は、わずか4勝13敗である。
ラムは2014年9月のデビスカップ2014プレーオフを最後に34歳で現役を引退した。

## ATPツアー決勝進出結果

### ダブルス: 37回 (19勝18敗)
| 結果   | No. | 決勝日         | 大会                   | サーフェス        | パートナー             | 対戦相手                                              | スコア              |
| ------ | --- | -------------- | ---------------------- | ----------------- | ---------------------- | ----------------------------------------------------- | ------------------- |
| 優勝   | 1.  | 2003年7月23日  | インディアナポリス     | ハード            | マリオ・アンチッチ     | ディエゴ・アヤラ ロビー・ジネプリ                     | 2-6, 7-6(3), 7-5    |
| 優勝   | 2.  | 2003年9月29日  | バンコク               | ハード            | ジョナサン・エルリック | ヤルコ・ニエミネン アンドリュー・クラッツマン         | 6-3, 7-6(4)         |
| 優勝   | 3.  | 2003年10月13日 | リヨン                 | カーペット (室内) | ジョナサン・エルリック | ニコラ・マユ ジュリアン・ベネトー                     | 6-1, 6-3            |
| 準優勝 | 1.  | 2004年1月11日  | チェンナイ             | ハード            | ジョナサン・エルリック | ラファエル・ナダル トミー・ロブレド                   | 6-7(3), 6-4, 3-6    |
| 準優勝 | 2.  | 2004年2月23日  | ロッテルダム           | ハード (室内)     | ジョナサン・エルリック | ポール・ハンリー ラデク・ステパネク                   | 7-5, 6-7(5), 5-7    |
| 優勝   | 4.  | 2004年10月11日 | リヨン                 | カーペット (室内) | ジョナサン・エルリック | ラデク・ステパネク ヨナス・ビョルクマン               | 7-6(2), 6-2         |
| 優勝   | 5.  | 2005年2月25日  | ロッテルダム           | ハード            | ジョナサン・エルリック | シリル・スーク パベル・ビズネル                       | 6-4, 4-6, 6-3       |
| 優勝   | 6.  | 2005年6月20日  | ノッティンガム         | 芝                | ジョナサン・エルリック | シーモン・アスペリン トッド・ペリー                   | 4-6, 6-3, 7-5       |
| 準優勝 | 3.  | 2005年7月31日  | ロサンゼルス           | ハード            | ジョナサン・エルリック | リック・リーチ ブライアン・マクフィー                 | 3-6, 4-6            |
| 準優勝 | 4.  | 2005年8月13日  | トロント               | ハード            | ジョナサン・エルリック | ウェイン・ブラック ケビン・ウリエット                 | 7-6(5), 3-6, 0-6    |
| 準優勝 | 5.  | 2005年10月2日  | バンコク               | ハード (室内)     | ジョナサン・エルリック | ポール・ハンリー リーンダー・パエス                   | 7-6(5), 1-6, 2-6    |
| 準優勝 | 6.  | 2005年10月16日 | ウィーン               | ハード (室内)     | ジョナサン・エルリック | ネナド・ジモニッチ ダニエル・ネスター                 | 3-5, 4-5(2)         |
| 優勝   | 7.  | 2006年1月9日   | アデレード             | ハード            | ジョナサン・エルリック | ポール・ハンリー ケビン・ウリエット                   | 7-6(4), 7-6(10)     |
| 準優勝 | 7.  | 2006年2月27日  | ロッテルダム           | ハード (室内)     | ジョナサン・エルリック | ポール・ハンリー ケビン・ウリエット                   | 6-7(4), 6-7(2)      |
| 準優勝 | 8.  | 2006年5月13日  | ローマ                 | クレー            | ジョナサン・エルリック | マーク・ノールズ ダニエル・ネスター                   | 4-6, 7-5, [11-13]   |
| 優勝   | 8.  | 2006年6月26日  | ノッティンガム         | 芝                | ジョナサン・エルリック | イーゴリ・クニツィン ドミトリー・トゥルスノフ         | 6-3, 6-3            |
| 優勝   | 9.  | 2006年8月28日  | ニューヘイブン         | ハード            | ジョナサン・エルリック | マリウシュ・フィルステンベルク マルチン・マトコフスキ | 6-3, 6-3            |
| 優勝   | 10. | 2006年10月2日  | バンコク               | ハード (室内)     | ジョナサン・エルリック | アンディ・マリー ジェイミー・マリー                   | 6-2, 2-6, [10-4]    |
| 準優勝 | 9.  | 2007年3月4日   | ラスベガス             | ハード            | ジョナサン・エルリック | ボブ・ブライアン マイク・ブライアン                   | 6-7(6), 2-6         |
| 準優勝 | 10. | 2007年3月18日  | インディアンウェルズ   | ハード            | ジョナサン・エルリック | マルティン・ダム リーンダー・パエス                   | 4-6, 4-6            |
| 準優勝 | 11. | 2007年8月5日   | ワシントンD.C.         | ハード            | ジョナサン・エルリック | ボブ・ブライアン マイク・ブライアン                   | 6-7(5), 6-3, [7-10] |
| 優勝   | 11. | 2007年8月19日  | シンシナティ           | ハード            | ジョナサン・エルリック | ボブ・ブライアン マイク・ブライアン                   | 4-6, 6-3, [13-11]   |
| 優勝   | 12. | 2008年1月26日  | 全豪オープン           | ハード            | ジョナサン・エルリック | アルノー・クレマン ミカエル・ロドラ                   | 7-5, 7-6(4)         |
| 優勝   | 13. | 2008年3月21日  | インディアンウェルズ   | ハード            | ジョナサン・エルリック | ダニエル・ネスター ネナド・ジモニッチ                 | 6-4, 6-4            |
| 準優勝 | 12. | 2008年8月3日   | シンシナティ           | ハード            | ジョナサン・エルリック | ボブ・ブライアン マイク・ブライアン                   | 6-4, 6-7(2), [7-10] |
| 優勝   | 14. | 2008年10月12日 | ウィーン               | ハード (室内)     | マックス・ミルヌイ     | フィリップ・ペッシュナー アレクサンダー・ペヤ         | 6-1, 7-5            |
| 優勝   | 15. | 2008年10月26日 | リヨン                 | カーペット (室内) | ミカエル・ロドラ       | ステファン・フース ロス・ハッチンス                   | 6-3, 5-7, [10-8]    |
| 準優勝 | 13. | 2009年2月22日  | マルセイユ             | ハード (室内)     | ユリアン・ノール       | アルノー・クレマン ミカエル・ロドラ                   | 6-3, 3-6, [8-10]    |
| 準優勝 | 14. | 2009年3月22日  | インディアンウェルズ   | ハード            | マックス・ミルヌイ     | マーディ・フィッシュ アンディ・ロディック             | 6-3, 1-6, [12-14]   |
| 優勝   | 16. | 2009年4月5日   | マイアミ               | ハード            | マックス・ミルヌイ     | アシュリー・フィッシャー ステファン・フース           | 6-7(4), 6-2, [10-7] |
| 準優勝 | 15. | 2009年8月15日  | モントリオール         | ハード            | マックス・ミルヌイ     | マヘシュ・ブパシ マーク・ノールズ                     | 4-6, 3-6            |
| 準優勝 | 16. | 2009年11月29日 | ロンドン               | ハード (室内)     | マックス・ミルヌイ     | ボブ・ブライアン マイク・ブライアン                   | 6-7(5), 3-6         |
| 準優勝 | 17. | 2010年11月14日 | パリ                   | ハード (室内)     | マーク・ノールズ       | マヘシュ・ブパシ マックス・ミルヌイ                   | 5-7, 5-7            |
| 優勝   | 17. | 2011年6月20日  | イーストボーン         | 芝                | ジョナサン・エルリック | グリゴル・ディミトロフ アンドレアス・セッピ           | 6-3, 6-3            |
| 優勝   | 18. | 2011年8月27日  | ウィンストン・セーラム | ハード            | ジョナサン・エルリック | クリストファー・カス アレクサンダー・ペヤ             | 7-6(2), 6-4         |
| 準優勝 | 18. | 2012年1月8日   | チェンナイ             | ハード            | ジョナサン・エルリック | リーンダー・パエス ヤンコ・ティプサレビッチ           | 4-6, 4-6            |
| 優勝   | 19. | 2012年5月6日   | ベオグラード           | クレー            | ジョナサン・エルリック | マルティン・エメリッヒ アンドレアス・シーエストロム   | 4-6, 6-2, [10-6]    |

## 4大大会ダブルス優勝
- 全豪オープン 男子ダブルス：1勝（2008年） ［パートナー：ジョナサン・エルリック］
- 全仏オープン 混合ダブルス：1勝（2007年） ［パートナー：ナタリー・ドシー］
- ウィンブルドン 混合ダブルス：1勝（2006年） ［パートナー：ベラ・ズボナレワ］